# اومبرتو دری
اومبرتو دری (ایتالیایی: Umberto Drei; ۱ مهٔ ۱۹۲۵ – ۱۴ ژانویهٔ ۱۹۹۶) دوچرخه‌سوار اهل ایتالیا بود.